# لويز براينت
لويز براينت (بالإنجليزية: Louise Bryant) (5 ديسمبر 1885-6 يناير 1936) هي كاتبة وصحفية أمريكية.